# Fernande Olivier
Fernande Olivier (París, 6 de junio de 1881 - ibídem, 29 de enero de 1966) fue una modelo y artista francesa conocida principalmente por ser la primera pareja sentimental de importancia del pintor español Pablo Picasso, así como por escribir unas memorias respecto a su vida junto a él.

## Biografía

### Infancia y juventud
Fernande Olivier nació en París. Su verdadero nombre era Amélie Lang. Hija de Clara Lang, Amélie fue el fruto de la unión ilegítima entre su madre y un hombre casado. Desde pequeña, estuvo bajo el cuidado de una tía quien tenía un negocio de flores artificiales y plumas para sombreros. A los 18 años se vio obligada a contraer nupcias con Paul-Emile Percheron, dependiente en una tienda, quien la había dejado embarazada cinco meses atrás. Tras perder al niño durante el embarazo y debido a maltratos sufridos, Amélie abandonó a su marido al año siguiente (1900) sin solicitar ni siquiera el divorcio. Para que su marido no la encontrase se cambió el nombre a Fernande Olivier. Más tarde, conoció y se hizo amante de Laurent Debienne, un escultor de Montmartre, quien la introdujo en el mundo del arte y la comenzó a emplear como modelo.

### Vida con Picasso
Olivier pronto se ocupó como modelo para otros artistas y tuvo una relación también con el pintor español Joaquim Sunyer. Era un personaje habitual en el círculo de amistades del escritor Guillaume Apollinaire, donde también hizo amistad con Paul Léautaud, Kees Van Dongen y Edmond-Marie Poullain. Más adelante, conoció a Picasso en el Bateau-Lavoir en 1904. Al año siguiente ambos comenzarían a vivir juntos.
La relación duraría unos siete años más y se caracterizó por su tempestuosidad. Ambos amantes eran celosos entre sí y rayaban en la violencia. Ella inspiró en el pintor varias de sus famosas obras del periodo cubista como algunas esculturas de 1907 a 1909, por ejemplo la Cabeza de una mujer (Fernande). Además, al conocer a Olivier, Picasso inicia su llamado Periodo Rosa. Picasso asimismo admitió posteriormente que una de Las señoritas de Aviñón estaba inspirada en Olivier. En total más de 50 obras de Pablo Picasso, casi todas de su época artística más trascendente, tuvieron a Olivier como modelo. Fue con quien el artista viajó varias veces a España y ella también estuvo presente durante la estancia de Picasso y Georges Braque en Céret.
Cuando Picasso logró por fin el éxito como artista, comenzó a perder el interés por Fernande, quien por otra parte era un recuerdo de épocas más difíciles. En 1911, mientras continuaba en Céret, Picasso se vio implicado en un caso de compra-venta de objetos de arte robados y tuvo que trasladarse a París a declarar. Concretamente, por el robo de la Gioconda que el autor material Vincenzo Peruggia pretendía devolver a Florencia vendiéndosela al anticuario Alfredo Geri, quien alertó a la policía. Picasso se vio salpicado por haber comprado unas pequeñas esculturas ibéricas al belga Honoré Joseph Géry, que las había robado del Louvre y al que había dado empleo Guillaume Apollinaire, amigo de Picasso. Fue en ese momento cuando el artista conoció y se enamoró de Eva Gouel. La relación con Fernande se terminó en 1912, dejando a Olivier sin los medios de vida a los que se había acostumbrado. Olivier no tenía ningún derecho legal a esperar nada del pintor, pues legalmente continuaba casada con su marido. Para subsistir, la modelo hubo de ejercer los más variados oficios, desde cajera en una carnicería hasta vendedora de antigüedades; asimismo fue asistente de Paul Poiret, siempre suplementando sus ingresos con ocasionales lecciones de dibujo. 
También en ese mismo año inició una relación con Ubaldo Oppi.
De 1918 a 1938, Olivier vivió con el actor francés Roger Karl.

### Carrera como escritora
Casi veinte años después de su relación con Picasso, Fernande Olivier publicó los recuerdos de su vida en común. Olivier había llevado un diario de 1896 hasta 1907, que le sirvió de base para escribir sobre la relación sentimental. Picasso era para entonces el artista más reconocido de su época y la publicación de las memorias de Olivier revestía cierto interés comercial. Las memorias, tituladas por los editores «Quand Picasso était pompier» (Cuando Picasso era pomposo), se publicaron en forma de serial en el diario vespertino belga Le Soir, a pesar de la fuerte oposición del pintor, quien hubo de recurrir a sus abogados para bloquear la posterior publicación de la serie en Le Soir (se llegaron a publicar seis entregas), aunque no logró impedir la publicación en 1931 de otras tres entregas en el periódico francés Mercure de France. El pago de Le Soir a Olivier le permitió mejorar un poco su nivel de vida, mas no tardó en terminársele el dinero.

### Vejez
Olivier continuó olvidada hasta que en 1956, sorda y aquejada con artritis, logró que Picasso le pagase la, para entonces relativamente modesta, suma de un millón de francos a cambio de la promesa de no publicar nada alusivo a su relación, mientras viviese uno de los dos. Olivier falleció en 1966, Picasso en 1973.
La importancia de Fernande Olivier no solo radica en estas memorias publicadas finalmente en 1988 bajo el nombre «Souvenirs intimes écrits pour Picasso» (Recuerdos íntimos escritos para Picasso), pues una posterior amante de Picasso, Françoise Gilot, publicaría también un libro basado en su relación con el artista; sino en el hecho de que, como pareja sentimental de Picasso, fue la única que lo conoció antes de la inmensa fama que lograría a la postre el pintor. Esto da un interés adicional a su obra literaria .